# Leonel Fernández
Leonel Antonio Fernández Reyna (ur. 26 grudnia 1953 w Santo Domingo) – polityk dominikański, prezydent Republiki Dominikańskiej w latach 1996-2000 oraz 2004-2012. 

## Życiorys
Urodził się na Dominikanie w mieszanej rasowo rodzinie. W 1962 roku przeprowadził się do Nowego Jorku. Na wyspę powrócił w 1971 roku. W 1978 roku z ukończeniem wyróżnił studia prawnicze na Autonomicznym Uniwersytecie Santo Domingo. Pracował jako nauczyciel i dziennikarz. Wystartował udział w wyborach prezydenckich w 1996 roku z ramienia Partii Wyzwolenia Dominikany (PLD). Odniósł w nich sukces niewielką przewagę głosów w drugiej turze. Jego kandydatura została poparta zarówno przez założyciela (PLD) Juana Boscha i ustępującego prezydenta Joaquína Balaguera. Na wyborze Fernándeza zaważyło jego pochodzenie rasowe (jego rywalem był José Francisco Peña Gómez haitańskiego pochodzenia). Nowo obrany prezydent obiecał likwidację korupcji i objęcie wojska, sądów i policji większą kontrolą państwa. Prowadziła aktywną politykę zagraniczną. W kwietniu 1998 roku przywrócił relacje dyplomatyczne z Kubą a w 1999 roku Dominikana służyła jako gospodarz regionalnego szczytu państw karaibskich. Jego kadencja zakończyła się w 2000 roku. Ponownie i skutecznie kandydował na prezydenta w 2004 roku. W 2008 roku zyskał reelekcję. Po zakończeniu trzeciej kadencji objął funkcję przewodniczącego Global Foundation for Democracy and Developmen i przewodniczącego PLD.